# Купар-Ангус
Купар-Ангус (гэльск. Cùbar Aonghais, англ. Coupar Angus) — небольшой город, расположенный в области Перт-энд-Кинросс (Шотландия).

## География
На юго-западе от города приблизительно в 22,5 км расположен Перт, на юго-востоке в 19 км — Данди, на севере в 8 км — Блэргори.
Первоначально город относился к области Ангус. Отсюда и появилась вторая часть названия, которая сохранилась и после передачи города в 1891 году в Пертшир.
Купар-Ангус стоит у дороги A94, соединяющей Перт и Форфар. В нескольких десятках километров севернее города находятся Грампианские горы.

## История
Наиболее ранними доказательствами жизни людей на этих территориях являются захоронения периода бронзового века. Археологические работы указывают на проживание здесь людей и в период железного века. Сведений же о местной жизни в период римской оккупации крайне мало, но известно о существовании в этот период временного римского лагеря в Линтросе к югу от Купар-Ангуса.
Пока нет достоверных доказательств возможной связи поселения с существовавшим в данной местности по меньшей мере во время правления короля Давида I королевского поместья, однако в начале XII века земли эти уже были известны под названием Купар.

### Аббатство Купар-Ангус

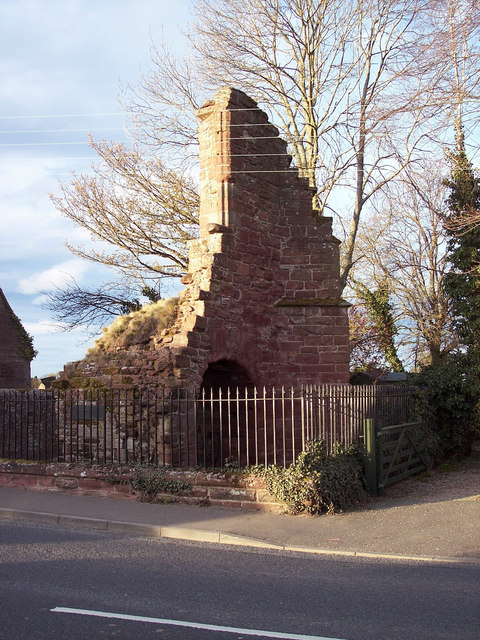

В 1159 году король Малкольм IV выделил здесь земли для основания цистерцианского монастыря. Аббатство было основано в 1164 году, а окончательно достроено к 1233 году. В последующие века оно стало богатейшим цистерцианским аббатством в Шотландии.
В 1559 году строения аббатства были частично разрушены в ходе Реформации, а в 1607 году в период правления короля Якова VI аббатство было полностью распущено.

## Спорт
В городе существует футбольный клуб Coupar Angus F.C., входящий в Scottish Junior Football Association, а также любительский футбольный клуб.

## Наука
В Купар-Ангусе жил Джон Робертсон (John Robertson). Работая носильщиком на железной дороге, он увлекался астрономией и в этой области сотрудничал с несколькими национальными печатными изданиями.